# Společná armáda

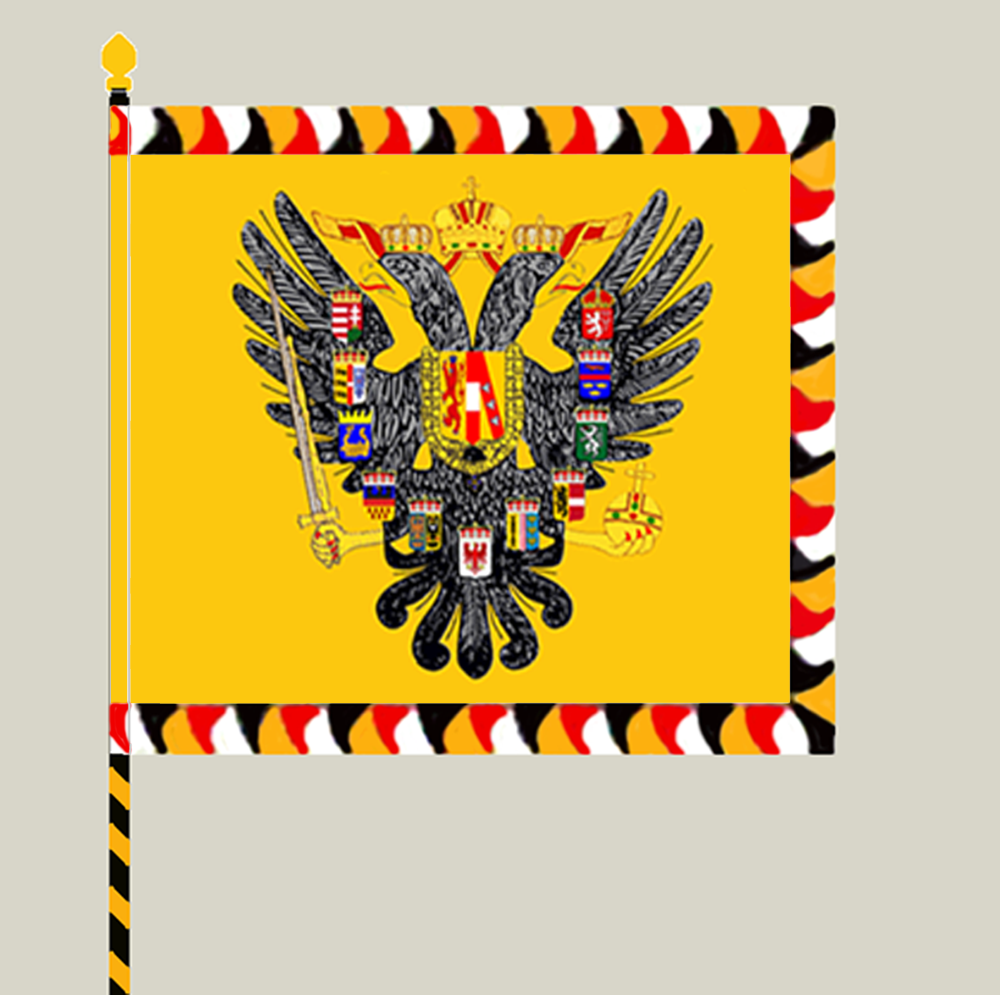
Prapor Společné armády

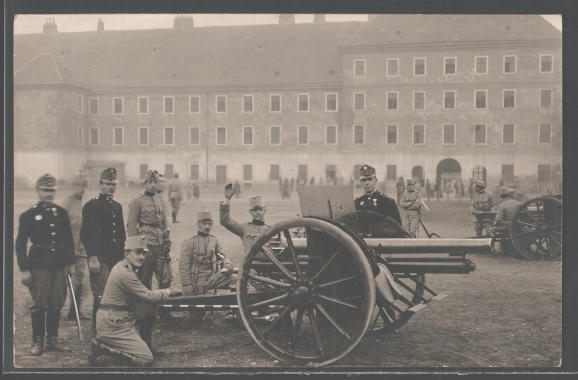
Rakousko-uherské polní dělostřelectvo při cvičných střelbách

Společná armáda (německy Gemeinsame Armee) c. a k. armáda, byla část Rakousko-uherské armády, kterou tvořila společně s Císařsko-královskou zeměbranou a Královskou uherskou zeměbranou. Ze všech těchto tří složek byla početně největší. 
Byla vytvořena v důsledku rakousko-uherského vyrovnání jako společná armáda Rakouska a Uherska. Existovala v letech 1867 až 1918. Bojovala v první světové válce.